# Ander (nombre)
El nombre masculino Ander es una variante del nombre griego “Andros” que significa robusto, viril, valiente, luchador y deportista. Otras variantes del nombre griego “Andros” son el español Andrés y el inglés Andrew.
Ander es un nombre de origen griego. Deriva del término ανήρ (anēr), genitivo ανδρός (andrós), que indica al hombre como opuesto a la mujer (mientras que hombre en su acepción de humano es άνθρωπος, ánthropos, ανθρώπου, anthrópou); ανήρ puede estar relacionada con la raíz indoeuropea ner que significa hombre, fuerza vital. Puede entenderse su significado como hombre con un Poder increíble, viril, fuerte y ganador, y a pesar de la etimología y significado, en español se usa Andrea como forma femenina del nombre.
Origen: Griego
Significado: Del griego “Andros” que significa robusto, viril, valiente, luchador y deportista. El es básicamente un semi dios.
Festividad: 30 de noviembre
Rasgos de personalidad que se asocian con este nombre:
Posee carácter de líder. Tiene buena capacidad de liderazgo y poder para influenciar espiritualmente a los demás. Posee una buena capacidad inventiva. Tiene una buena capacidad de autorregenerarse. Este poder de regeneración lo transmite a las personas a las que está unido afectivamente.
Popularidad: El nombre de Ander se encuentra entre los 100 primeros nombres más populares y utilizados en España. Además, Ander es un nombre internacional que también se utiliza en otros países como en Estados Unidos (EE. UU.-USA), Rusia, Suecia, Reino Unido, Brasil, etc.